# ريتشارد ميريل أتكينسون
ريتشارد ميريل أتكينسون هو محامي وسياسي أمريكي، ولد في 6 فبراير 1894 في ناشفيل في الولايات المتحدة، وتوفي بنفس المكان في 29 أبريل 1947. نشط حزبياً في الحزب الديمقراطي. وقد انتخب عضو مجلس النواب الأمريكي ‏.